# Giovanni Sottocornola

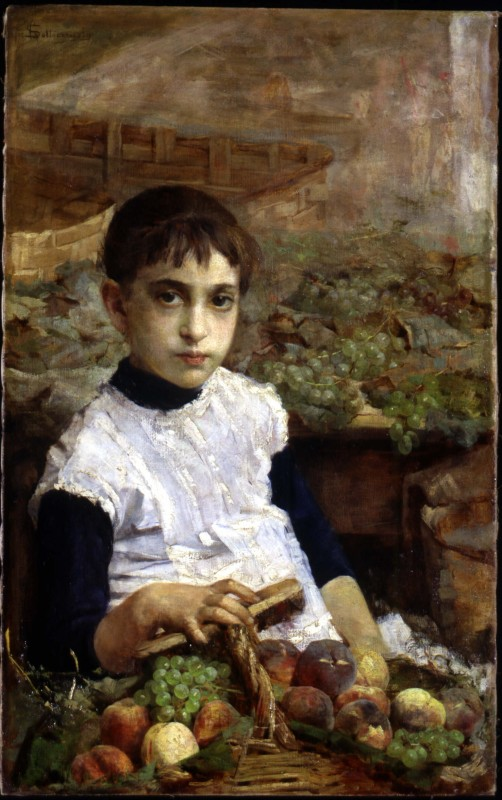
Marchande de fruits, vers 1886 (Collections d'Art de la Fondazione Cariplo)

Giovanni Sottocornola, né en 1855 à Milan et mort en 1917, est un peintre italien de genre.

## Biographie
Giovanni Sottocornola est né le 1er août 1855 à Milan.
C'est en 1875 que Giovanni Sottocornola, un peintre d'origine modeste, s'inscrit à l'Académie de Brera des Beaux-Arts, où il a suivi les cours de Raffaele Casnedi et de Giuseppe Bertini jusqu'en 1880 et a rencontré ses camarades Gaetano Previati, Emilio Longoni et Giovanni Segantini. Alors que les portraits et les natures mortes présentés aux expositions de la Brera ont connu un succès considérable des années suivantes sur le marché de l'art, il a commencé à aborder des thèmes sociaux au début de la nouvelle décennie, et a expérimenté avec la technique Divisionist dans les peintures, dont Les Travailleurs de l'Aube (1897, Galleria d'Arte Moderna, Milan).

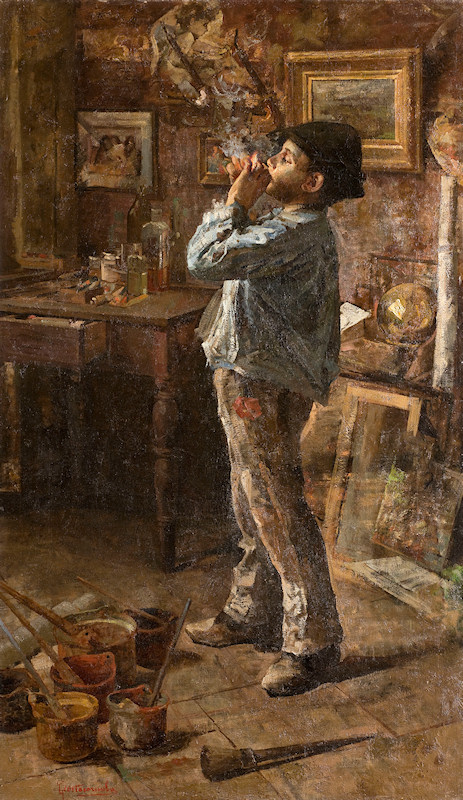
Anch'io pittore o Dilettante o Lo studio del pittore, vers 1885 (Fondazione Cariplo)

En 1886 à Milan, il expose une toile intitulée Le Fruit ou Venditrice di zucche, et un portrait. En 1887, à Venise, il expose un Dilettante; Una pagina comica. En 1891 à la Mostra triennale di Brera, il expose: Un muratore, Effect of a grey and drizzly time; et Fuori porta. La première est une scène de la Porte Garibaldi à Milan. Sottocornola a peint également peint des natures mortes, des paysages et des portraits.